# Tomasz Kuszczak
Tomasz Mirosław Kuszczak (Krosno Odrzańskie, 20 marzo 1982) è un ex calciatore polacco, di ruolo portiere.

## Carriera

### Club

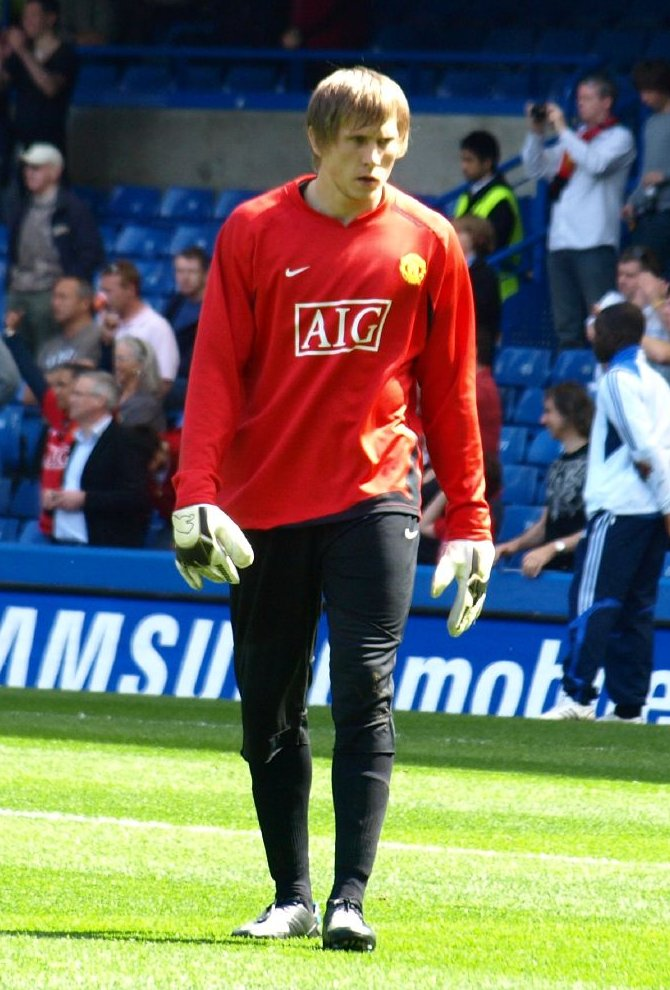
Kuszczak nel 2008

Dopo un anno di giovanili nel 2000, fu promosso in prima squadra nella stagione seguente, per fare il terzo portiere alle spalle di Gábor Király e Christian Fiedler, senza riuscire quindi ad esordire nella Bundesliga.
Il 14 luglio 2004 passò al West Bromwich Albion.
Esordì con la nuova squadra in campionato il 18 settembre 2004 in West Bromwich-Fulham (1-1).
Nella partita contro il Manchester United, fu nominato "Uomo partita" per aver tenuta inviolata la rete per 68 minuti. Nella stagione seguente fu il secondo portiere alle spalle di Chris Kirkland, ma grazie ad un infortunio di quest'ultimo poté giocare conquistandosi così la maglia con buone prestazioni.
Il 15 gennaio 2006, realizza la "Parata dell'anno" nella partita contro il Wigan Athletic.
Il 10 agosto 2006 passa in prestito al Manchester United.
Esordisce con i Red Devils il 17 settembre contro l'Arsenal (0-1), parando un rigore a Gilberto Silva.
Il 2 luglio 2007, il suo cartellino viene riscattato interamente dallo United. per circa 2 milioni di £. Il 21 maggio 2008 ha vinto la Champions League dopo che lo United ha battuto ai rigori il Chelsea in finale a Mosca.
Successivamente, in settembre, ha rinnovato il contratto fino al 2012. Il 28 febbraio 2010 è stato titolare nella finale di League Cup 2009-2010 vinta per 2-1 contro l'Aston Villa.
Il 21 febbraio 2012 è passato in prestito al Watford fino alla fine della stagione 2011-2012.
Scaduto il contratto con i red devils, il 19 giugno 2012 ha firmato un biennale con il Brighton.
Il 3 novembre 2014 firma per il Wolverhampton Wanderers un contratto breve fino a gennaio 2015.

### Nazionale
Esordisce con la Nazionale polacca l'11 dicembre 2003 contro il Malta (4-0).
Inizialmente convocato per Euro 2008, ha dovuto rinunciare a parteciparvi per un infortunio alla schiena occorsogli il 6 giugno 2008 ed è stato sostituito da Wojciech Kowalewski.

## Statistiche

### Presenze e reti nei club
Statistiche aggiornate al 18 maggio 2019.
| Stagione                 | Squadra                  | Campionato               | Campionato | Campionato | Coppe nazionali | Coppe nazionali | Coppe nazionali | Coppe continentali | Coppe continentali | Coppe continentali | Altre coppe | Altre coppe | Altre coppe | Totale | Totale |
| Stagione                 | Squadra                  | Comp                     | Pres       | Reti       | Comp            | Pres            | Reti            | Comp               | Pres               | Reti               | Comp        | Pres        | Reti        | Pres   | Reti   |
| ------------------------ | ------------------------ | ------------------------ | ---------- | ---------- | --------------- | --------------- | --------------- | ------------------ | ------------------ | ------------------ | ----------- | ----------- | ----------- | ------ | ------ |
| 1998-1999                | Śląsk Wrocław            | EK                       | 8          | -9         | CP              | 0               | 0               | -                  | -                  | -                  | -           | -           | -           | 8      | -9     |
| 1999-2000                | Uerdingen 05             | RL                       | 4          | -1         | CG              | 0               | 0               | -                  | -                  | -                  | -           | -           | -           | 4      | -1     |
| 2000-2001                | Hertha Berlino II        | RL                       | 15         | -15        | CG              | 0               | 0               | -                  | -                  | -                  | -           | -           | -           | 15     | -15    |
| 2001-2002                | Hertha Berlino II        | RL                       | 25         | -21        | CG              | 0               | 0               | -                  | -                  | -                  | -           | -           | -           | 25     | -21    |
| 2002-2003                | Hertha Berlino II        | RL                       | 31         | -20        | CG              | 0               | 0               | -                  | -                  | -                  | -           | -           | -           | 31     | -20    |
| 2003-2004                | Hertha Berlino II        | RL                       | 16         | -6         | CG              | 0               | 0               | -                  | -                  | -                  | -           | -           | -           | 16     | -6     |
| Totale Hertha Berlino    | Totale Hertha Berlino    | Totale Hertha Berlino    | 87         | -62        |                 | 0               | 0               |                    |                    |                    |             |             |             | 87     | -62    |
| 2004-2005                | West Bromwich            | PL                       | 3          | -1         | FACup+CdL       | 1+1             | -3; -2          | -                  | -                  | -                  | -           | -           | -           | 5      | -6     |
| 2005-2006                | West Bromwich            | PL                       | 28         | -38        | FACup+CdL       | 0+2             | -3              | -                  | -                  | -                  | -           | -           | -           | 30     | -41    |
| Totale West Bromwich     | Totale West Bromwich     | Totale West Bromwich     | 31         | -39        |                 | 4               | -8              |                    | -                  | -                  |             | -           | -           | 35     | -47    |
| 2006-2007                | Manchester Utd           | PL                       | 6          | -2         | FACup+CdL       | 5+2             | -5; -2          | UCL                | 0                  | 0                  | -           | -           | -           | 13     | -9     |
| 2007-2008                | Manchester Utd           | PL                       | 9          | -4         | FACup+CdL       | 1+1             | -1; -2          | UCL                | 5                  | -2                 | CS          | 0           | 0           | 16     | -9     |
| 2008-2009                | Manchester Utd           | PL                       | 4          | -2         | FACup+CdL       | 0+2             | -1              | UCL                | 2                  | -2                 | CS+SU+Cmc   | 0           | 0           | 8      | -5     |
| 2009-2010                | Manchester Utd           | PL                       | 8          | -7         | FACup+CdL       | 1+3             | -1; -1          | UCL                | 2                  | -2                 | CS          | 0           | 0           | 14     | -11    |
| 2010-2011                | Manchester Utd           | PL                       | 5          | -5         | FACup+CdL       | 1+2             | 0; -6           | UCL                | 2                  | 0                  | CS          | 0           | 0           | 10     | -11    |
| 2011-feb. 2012           | Manchester Utd           | PL                       | 0          | 0          | FACup+CdL       | 0               | 0               | UCL+UEL            | 0                  | 0                  | CS          | 0           | 0           | 0      | 0      |
| Totale Manchester United | Totale Manchester United | Totale Manchester United | 32         | -20        |                 | 18              | -19             |                    | 11                 | -6                 |             | 0           | 0           | 61     | -45    |
| feb.-giu. 2012           | Watford                  | FLC                      | 13         | -16        | FACup+CdL       | -               | -               | -                  | -                  | -                  | -           | -           | -           | 13     | -16    |
| 2012-2013                | Brighton                 | FLC                      | 43+2       | -40 + -2   | FACup+CdL       | 0+1             | -3              | -                  | -                  | -                  | -           | -           | -           | 46     | -45    |
| 2013-2014                | Brighton                 | FLC                      | 41+2       | -36 + -6   | FACup+CdL       | 0               | 0               | -                  | -                  | -                  | -           | -           | -           | 43     | -42    |
| Totale Brighton & Hove   | Totale Brighton & Hove   | Totale Brighton & Hove   | 84+4       | -76 + -8   |                 | 1               | -3              |                    | -                  | -                  |             | -           | -           | 89     | -87    |
| nov. 2014-2015           | Wolverhampton            | FLC                      | 13         | -12        | FACup+CdL       | 0               | 0               | -                  | -                  | -                  | -           | -           | -           | 13     | -12    |
| 2015-2016                | Birmingham City          | FLC                      | 41         | -42        | FACup+CdL       | 0+1             | -1              | -                  | -                  | -                  | -           | -           | -           | 42     | -43    |
| 2016-2017                | Birmingham City          | FLC                      | 38         | -52        | FACup+CdL       | 0               | 0               | -                  | -                  | -                  | -           | -           | -           | 38     | -52    |
| 2017-2018                | Birmingham City          | FLC                      | 10         | -15        | FACup+CdL       | 0+2             | -3              | -                  | -                  | -                  | -           | -           | -           | 12     | -18    |
| Totale Birmingham City   | Totale Birmingham City   | Totale Birmingham City   | 89         | -109       |                 | 3               | -4              |                    | -                  | -                  |             | -           | -           | 92     | -113   |
| Totale carriera          | Totale carriera          | Totale carriera          | 365        | -336       |                 | 26              | -34             |                    | 11                 | -6                 |             | 0           | 0           | 402    | -376   |

### Cronologia presenze in nazionale
| Cronologia completa delle presenze e delle reti in nazionale ― Polonia | Cronologia completa delle presenze e delle reti in nazionale ― Polonia | Cronologia completa delle presenze e delle reti in nazionale ― Polonia | Cronologia completa delle presenze e delle reti in nazionale ― Polonia | Cronologia completa delle presenze e delle reti in nazionale ― Polonia | Cronologia completa delle presenze e delle reti in nazionale ― Polonia | Cronologia completa delle presenze e delle reti in nazionale ― Polonia | Cronologia completa delle presenze e delle reti in nazionale ― Polonia |
| Data                                                                   | Città                                                                  | In casa                                                                | Risultato                                                              | Ospiti                                                                 | Competizione                                                           | Reti                                                                   | Note                                                                   |
| ---------------------------------------------------------------------- | ---------------------------------------------------------------------- | ---------------------------------------------------------------------- | ---------------------------------------------------------------------- | ---------------------------------------------------------------------- | ---------------------------------------------------------------------- | ---------------------------------------------------------------------- | ---------------------------------------------------------------------- |
| 11-12-2003                                                             | Ta' Qali                                                               | Malta                                                                  | 0 – 4                                                                  | Polonia                                                                | Amichevole                                                             | -                                                                      | 46’                                                                    |
| 14-12-2003                                                             | Ta' Qali                                                               | Lituania                                                               | 1 – 3                                                                  | Polonia                                                                | Amichevole                                                             | -                                                                      | 46’                                                                    |
| 14-5-2006                                                              | Wronki                                                                 | Polonia                                                                | 4 – 0                                                                  | Fær Øer                                                                | Amichevole                                                             | -                                                                      | 46’                                                                    |
| 30-5-2006                                                              | Chorzów                                                                | Polonia                                                                | 1 – 2                                                                  | Colombia                                                               | Amichevole                                                             | -1                                                                     | 46’                                                                    |
| 22-8-2008                                                              | Mosca                                                                  | Russia                                                                 | 2 – 2                                                                  | Polonia                                                                | Amichevole                                                             | -                                                                      | 46’                                                                    |
| 26-5-2008                                                              | Reutlingen                                                             | Polonia                                                                | 1 – 1                                                                  | Macedonia                                                              | Amichevole                                                             | -1                                                                     |                                                                        |
| 14-11-2009                                                             | Varsavia                                                               | Polonia                                                                | 0 – 1                                                                  | Romania                                                                | Amichevole                                                             | -1                                                                     |                                                                        |
| 18-11-2009                                                             | Bydgoszcz                                                              | Polonia                                                                | 1 – 0                                                                  | Canada                                                                 | Amichevole                                                             | -                                                                      | 46’                                                                    |
| 3-3-2010                                                               | Varsavia                                                               | Polonia                                                                | 2 – 0                                                                  | Bulgaria                                                               | Amichevole                                                             | -                                                                      |                                                                        |
| 8-6-2010                                                               | Murcia                                                                 | Spagna                                                                 | 6 – 0                                                                  | Polonia                                                                | Amichevole                                                             | -6                                                                     |                                                                        |
| 14-11-2012                                                             | Danzica                                                                | Polonia                                                                | 1 – 3                                                                  | Uruguay                                                                | Amichevole                                                             | -1                                                                     | 46’                                                                    |
| Totale                                                                 |                                                                        | Presenze                                                               | 11                                                                     |                                                                        | Reti                                                                   | -10                                                                    |                                                                        |

## Palmarès

### Club

#### Competizioni nazionali
- Campionato inglese: 3

Manchester United: 2006-2007, 2007-2008, 2010-2011
- Community Shield: 3

Manchester United: 2007, 2008, 2010
- Coppa di Lega inglese: 2

Manchester United: 2008-2009, 2009-2010

### Competizioni internazionali
- UEFA Champions League: 1

Manchester United: 2007-2008
- Coppa del mondo per club: 1

Manchester United: 2008